# The Evening Star (journal)
Pour les articles homonymes, voir Daily Evening Star et The Evening Star.
The Evening Star (initialement The Daily Evening Star et ultérieurement The Washington Star News puis The Washington Star) est un journal quotidien américain publié à Washington du 16 décembre 1852 au 7 août 1981.

## Historique

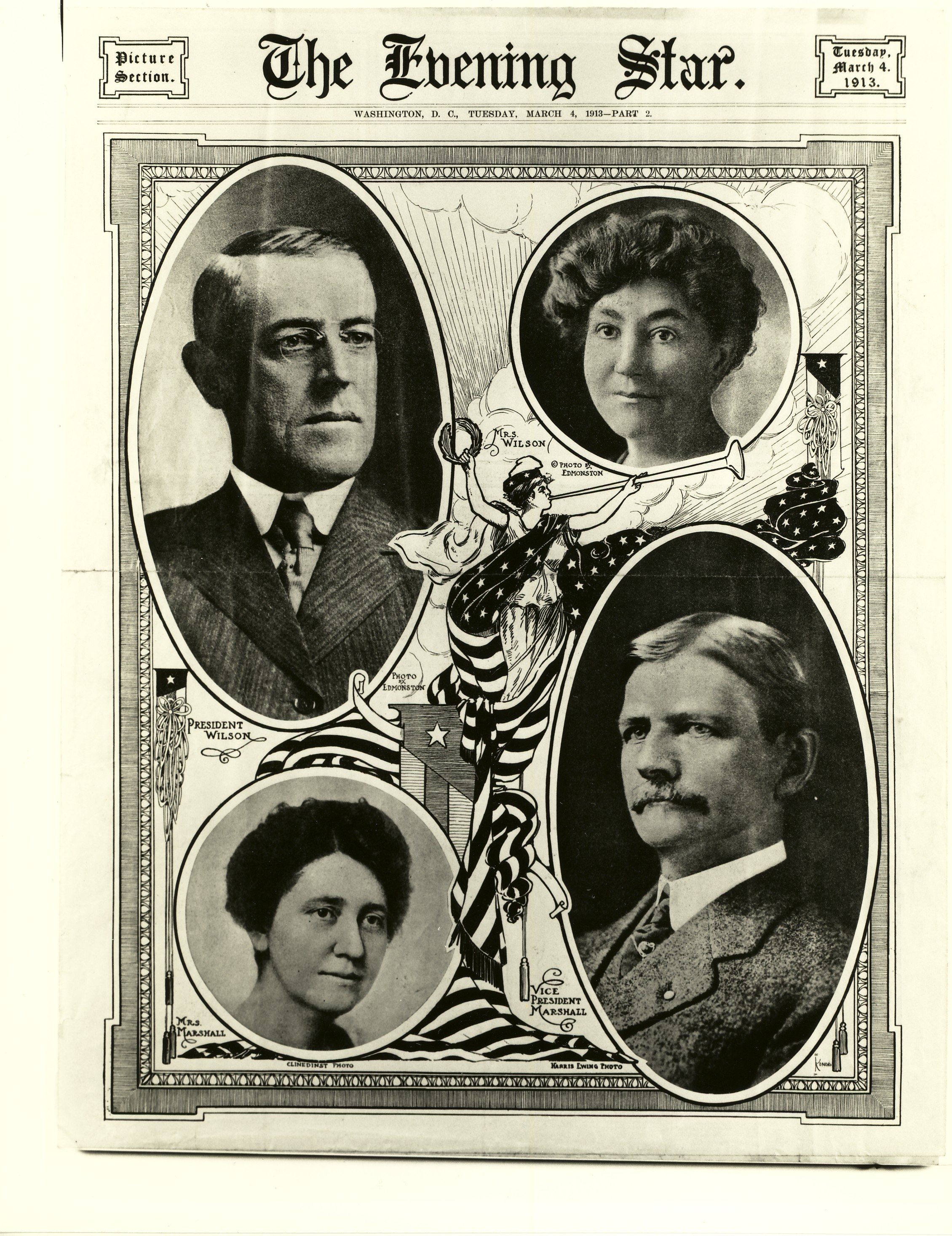
Une du journal à la suite de l'élection présidentielle américaine de 1912, le 4 mars 1913.

Le premier numéro du Daily Evening Star paraît le 16 décembre 1852 sous la forme d'un feuillet de quatre pages édité par William H. Hope, rejoint en 1853 par William Douglas Wallach (en). Il prend en 1854 le titre The Evening Star,. En mars 1855, William H. Hope quitte le journal, William Douglas Wallach en devenant le seul éditeur et propriétaire, ainsi que le principal rédacteur.
Journal du soir, il rachète en juillet 1972 son concurrent direct The Washington Daily News également publié le soir, alors que les deux titres rencontrent depuis plusieurs années des difficultés économiques. Longtemps quotidien de référence à Washington, The Evening Star est en effet peu à peu devancé par le quotidien du matin The Washington Post à compter de 1954, lorsque ce dernier acquiert The Washington Times-Herald. 
En 1972, la diffusion quotidienne moyenne de l'Evening Star est de 302 682 exemplaires (et 316 596 les dimanches) et il prend le nom The Washington Star News, puis quelques années plus tard The Washington Star.
En proie à des difficultés économiques croissantes — en partie dues à la concurrence de la télévision —, The Washington Star est racheté en 1978 par la maison-mère de son concurrent le Washington Post, Time Inc., pour vingt millions de dollars ; le journal était depuis cinq ans la propriété du banquier texan millionnaire Joe L. Allbritton.
Cependant, le titre continue à voir sa diffusion baisser (elle est alors de 323 000 exemplaires quotidiens, contre 349 000 en 1978) et est déficitaire de 20 millions de dollars chaque année, en dépit des 85 millions de dollars investis, si bien que son nouveau propriétaire, Time Inc., décide en 1981 d'en suspendre la publication trois ans et demi après son rachat. The Washington Star, longtemps considéré comme « l'un des meilleurs journaux du soir des États-Unis » selon The New York Times, compte à sa disparition 1 400 employés ; Washington ne compte alors plus qu'un seul quotidien,.
La majeure partie de son équipe rejoint The Washington Times, lancé en 1982.[réf. souhaitée] Il avait reçu dix prix Pulitzer entre 1944 et 1981.

## Affaire duProgramme racial pour le vingtième siècle(1957-1958)
À l'occasion d'un débat sur le Civil Rights Act de 1957, le représentant démocrate du Mississippi Thomas Abernethy, lut à la Chambre, l'extrait d'un livre intitulé Programme racial pour le vingtième siècle, qu'il dit avoir repris dans une tribune publiée par le Washington Star. Devant la polémique, le journal s'excusa d'avoir imprimé l'extrait sans en avoir vérifié l'authenticité, et publia le 18 février 1958 une réponse sous forme d'article intitulé : « Histoire d'une fausse citation ».

## Diffusion totale
| 1972    | 1972 (post-rachat du Washington Daily News en juillet) | 1978    | 1981    |
| ------- | ------------------------------------------------------ | ------- | ------- |
| 302 682 | 418 000                                                | 349 000 | 323 000 |